# Глаза моей матери
«Глаза моей матери» — американский чёрно-белый фильм ужасов 2016 года. Картина стала режиссёрским дебютом Николаса Пеcке

## Сюжет
Франциска и её родители живут на ферме, где разводят животных. Мать Франциски, по профессии хирург, учит дочь, как удалять глазные яблоки у сельскохозяйственных животных, а также рассказывает легенду о Святом Франциске Ассизском. Однажды в дом семьи посетить туалет просится уличный торговец Чарли. Мать Франциски, вопреки своему здравомыслию, впускает его. Чарли достаёт пистолет и ведёт женщину в ванную. Когда отец Франциски приходит домой, он видит, что Чарли избивает его жену. Он нокаутирует Чарли и заковывает его в сарае. Франциска и её отец хоронят мать на заднем дворе. Девушка навещает Чарли, и он описывает ей острые ощущения, которые испытывает, когда убивает других. Франциска удаляет Чарли глаза и голосовые связки, а затем кладет их в холодильник. Она объясняет Чарли, что не лишает его жизни, потому что он её единственный друг, и она всегда будет заботиться о нём.
Спустя годы отец взрослой Франциски умирает, и она консервирует его тело. В баре героиня встречает молодую женщину Кимико, и они идут к Франциске домой. Кимико, узнав, что мать хозяйки была убита, пугается. Когда Франциска странно шутит о том, что это она убила своего отца, Кимико пытается уйти. Но Франциска убивает и расчленяет её, а органы складывает в холодильник. После этого она купает Чарли, всё ещё прикованного цепями в сарае, и приводит его в дом для того, чтобы он переспал с ней. Чарли пытается бежать, но Франциска ловит его и несколько раз бьёт. Она говорит ему, что он был прав: убийство другого человека — «это очень приятно».
Обезумев от того, что теперь она совершенно одна, Франциска бродит по лесу, пока не выходит на шоссе и не ловит попутную машину. За рулём машины находится женщина по имени Люси, у которой есть маленький сын по имени Антонио. Франциска похищает мальчика, подходя к дому. Она наносит удар Люси и восхваляет свою мёртвую мать за то, что та привела её к этой паре. Франциска оставляет себе сына Люси и относится к нему как к своему собственному ребёнку. Как и у Чарли, она вырезает у Люси глаза и голосовые связки, и держит её прикованной цепью в сарае.
Когда Антонио вырастает примерно до 8–9 лет, ему становится любопытно узнать о сарае. Он видит как его мать постоянно входит и выходит из него. Однажды ночью он пробирается туда и оказывается потрясённым, увидев стонущую в цепях мать.
Люси сбегает из сарая и направляется к дороге, где её находит дальнобойщик. Франциска обнаруживает побег и выкапывает тело своей матери. Убаюкивая её скелет, она рассказывает, как сильно скучает по ней. Вернувшись в дом, она видит, что к нему подходит полиция и бросается будить Антонио. Ведя его в ванную с ножом в руке, она кричит, что полиция никогда не заберет её ребенка. Раздаётся выстрел, и фильм заканчивается.

## В ролях
- Кика Магальяйнс — Франциска
- Оливия Бонд в роли молодой Франциски
- Диана Агостини в роли матери
- Пол Назак в роли отца
- Уилл Брилл,  в роли Чарли
- Джои Кертис-Грин в роли Антонио
- Клара Вонг в роли Кимико
- Флора Диас в роли Люси

## Выход фильма
Премьера «Глаза моей матери» состоялась 22 января 2016 года на кинофестивале Сандэнс 2016. Он был приобретён компанией «Magnet Releasing». Фильм был показан в избранных кинотеатрах и стал доступен через iTunes, кабельное / спутниковое видео по запросу и Amazon Video 2 декабря 2016 года. Фильм также доступен на Netflix.

## Саундтрек
Композитор Ариэль Ло заявил, что его вдохновила минималистическая музыка и он хотел, чтобы партитура отражала это. «В простом звуке всегда есть что-то ясное и чёткое, что часто придаёт ему больший вес и эффектность, в отличие от чего-то замысловатого и сложного», — сказал Ло Велингго. Саундтрек был выпущен лейблом «Waxwork Records» на виниле. Издание включает реплики, отсутствующие в фильме.

## Отзывы
Фильм «Глаза моей матери» был положительно воспринят критиками. На Rotten Tomatoes он имеет рейтинг одобрения 79%, будучи основанным на 98 обзорах со в средней оценкой 6,79 / 10. Metacritic на основании 23 рецензий даёт рейтинг 63 из 100, что указывает на «в целом положительные отзывы». Издание «Rolling Stone» называет фильм «самым тревожным, болезненным художественным фильмом ужасов за всю историю». «The Washingtone Post», давая оценку дебюту режиссёра, пишет, что он «выглядит потрясающе». «Variety» отмечает, что для любителей жёсткого хоррора фильм может быть немного лиричным.